# Metataal
Metataal is de benaming voor elke taal of daarmee vergelijkbaar systeem met behulp waarvan dezelfde of een andere taal of een ander systeem wordt beschreven. Dit gebeurt met name in de gewone taalkunde, de computertaalkunde en de logica. Metataal is daarmee tot op zekere hoogte autologisch van aard.

## Linguïstiek
Formele syntactische modellen voor de beschrijving van een grammatica zijn een voorbeeld van metataal. Meer in het algemeen kan de term "metataal" verwijzen naar alle terminologie of elke taal die gebruikt wordt om het concept taal zelf te omschrijven. Zo kunnen bijvoorbeeld algemene taalkundige vaststellingen weergegeven worden als logische stellingen, bijvoorbeeld Jantje speelt kan voorgesteld worden door S(j), waarbij S=speelt en j=Jantje.

## Informatica
HTML en XHTML zijn voorbeelden van opmaaktalen die kunnen gebruikt worden door iedereen die media (zoals video, geluid, grafische beelden en tekst) wil omzetten in een taal die begrijpelijk is voor een computer, zodat het gebruikt kan worden voor met name het bouwen van een website op het internet. Oorspronkelijk was het nodig om handmatig het HTML-document in te typen, maar tegenwoordig is er software die dat automatisch doet. Ook bestaat er een aantal speciale opmaaktalen voor wiskundige en wetenschappelijke notaties, zoals TeX en LaTeX ({\displaystyle \mathrm {L\!\!^{{}_{\scriptstyle A}}\!\!\!\!\!\;\;T\!_{\displaystyle E}\!X} }).
Een ander bekend voorbeeld van metataal in de informatica is XML. Er bestaan nog andere metatalen gebaseerd op de W3C XML 1.0 standaard, zoals: 
- XQuery (Een XML-gebaseerde querytaal)
- XLink
- SVG
- SMIL